# Tramwaje w Lyonie

Mapa sieci komunikacyjnej Lyonu

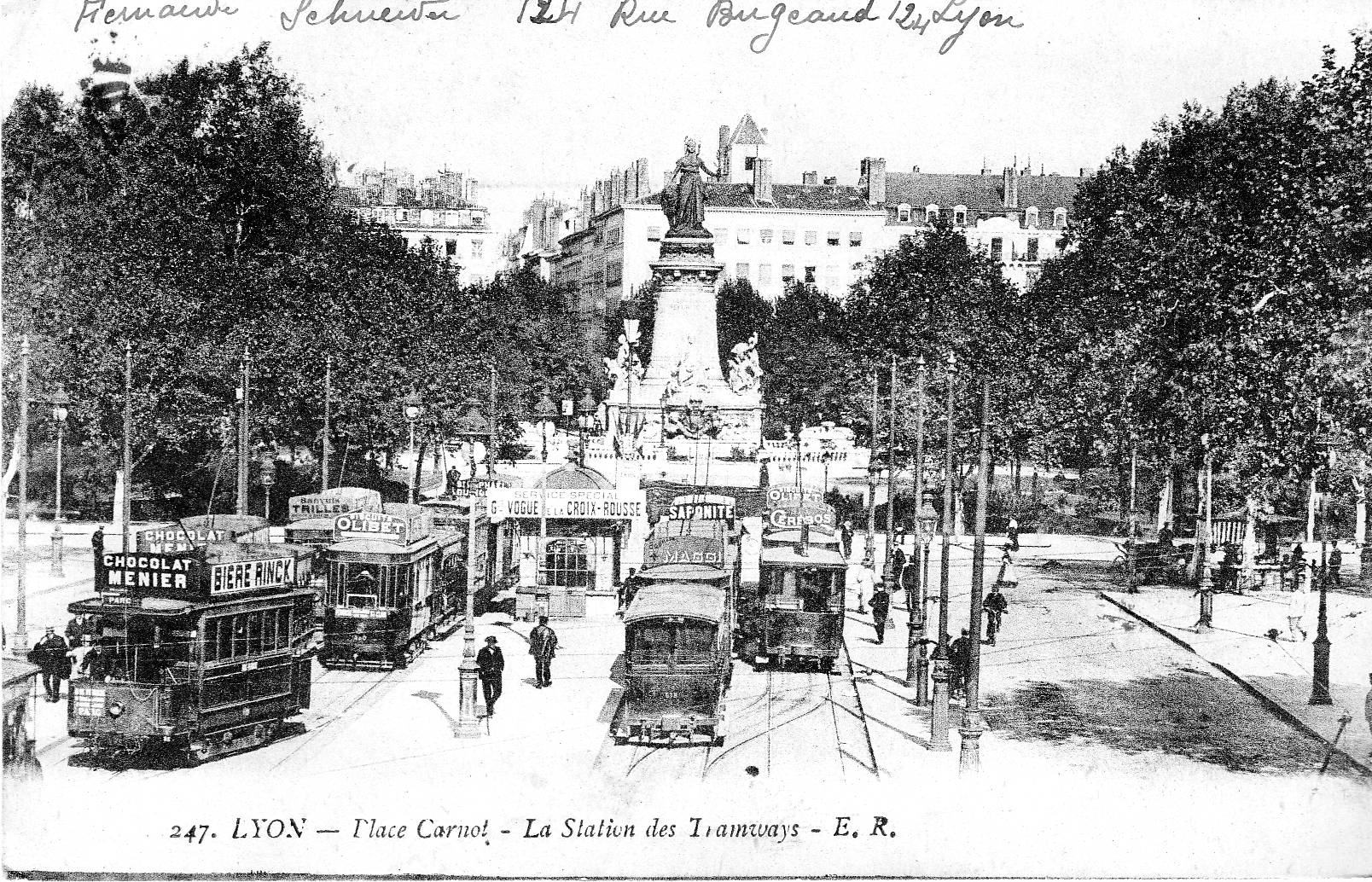
Stacja tramwajowa na Place Carnot na początku XX wieku

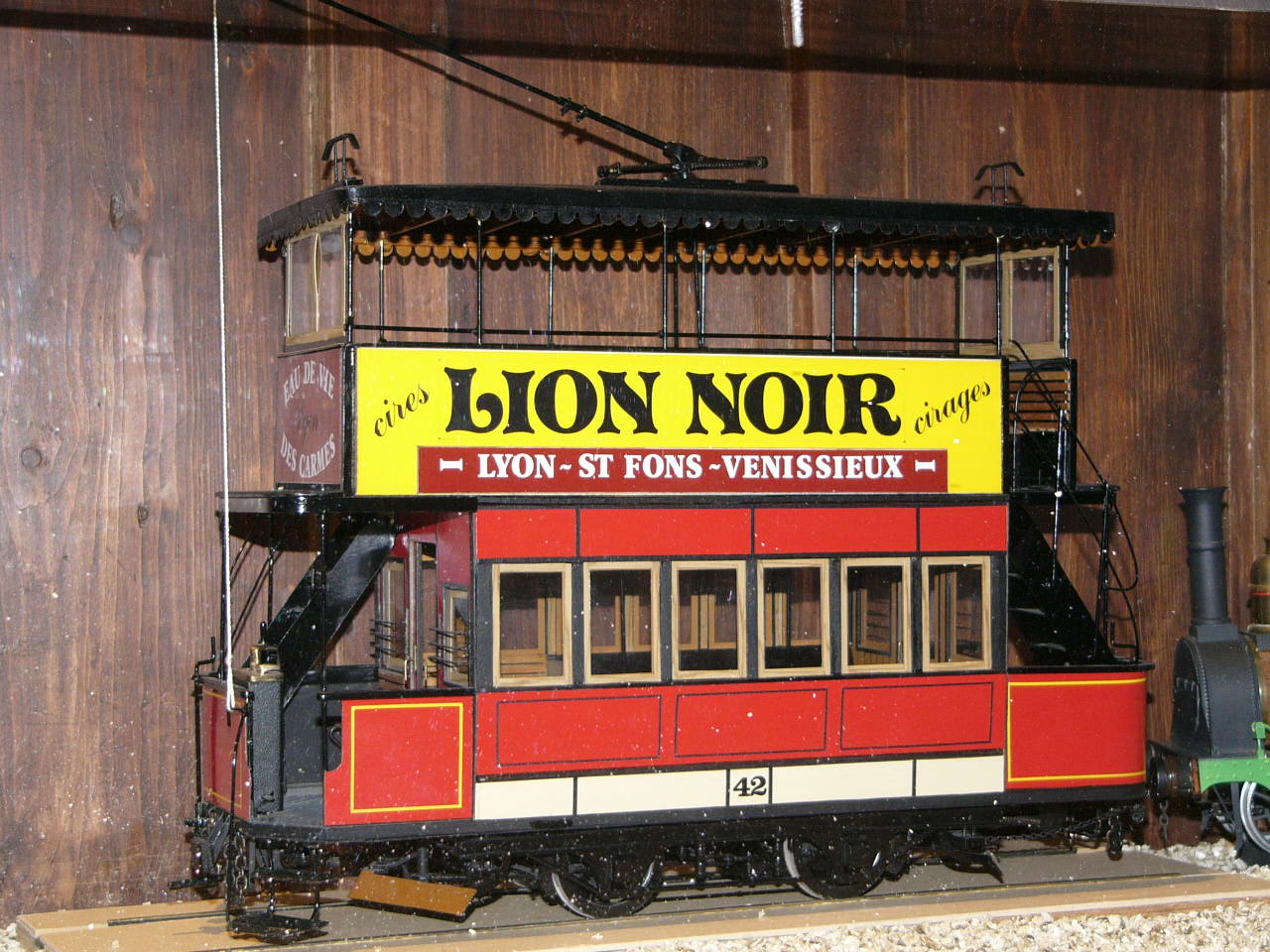
Tramwaj linii 12

Tramwaje w Lyonie (fr. Tramway de Lyon) – system komunikacji tramwajowej w Lyonie we Francji. System składa się z 5 linii.

## Historyczna sieć (1879–1957)

### Linie OTL
Pierwsza sieć tramwajowa została zbudowana przez Kompanię Omnibusów i Tramwajów Lyonu (Compagnie des Omnibus et tramways de Lyon (OTL)) w 1879. Posiadały prześwit torów 1435 mm, tak jak dzisiejsze tramwaje kursujące po Lyonie.
W 1894 istniało 10 linii, jeżdżących na trasach:
- 1 : Place Bellecour – Monplaisir via le Pont et la Grande Rue de la Guillotière
- 2 : Place Bellecour – Montchat
- 3 : Cordeliers – Villeurbanne
- 4 : Parc de la Tête d’Or – La Mouche (teraz Jean Macé), przedłużona do Perrache
- 5 : Place Bellecour – Pont d'Écully via Pont du Change
- 6 : Terreaux – Gare de Vaise via Quai Saint-Vincent
- 7 : Perrache – Les Brotteaux via Pont Morand
- 8 : Pont Morand – Saint-Clair
- 9 : Place Bellecour – Saint-Paul via Pont Tilsitt (teraz Pont Bonaparte)
- 10 : Place Bellecour – Oullins

Następnie OTL budowało i obsługiwało nowe linie:
- 11 : Place Bellecour – Bon-Coin (Villeurbanne)
- 12 : Place Bellecour – Saint-Fons, przedłużona do Vénissieux
- 13 : Cours Bayard (południe Perrache) – Place Commandant Arnaud (na Croix-Rousse)
- 14 : Pont d'Oullins – Chaponost
- 15 : Charité – Pierre-Bénite
- 16 : Place Bellecour – Meyzieu – La Balme (Isère)
- 17 : Tolozan – Montluel (Ain)
- 18 : Gare Saint-Paul – La Mouche, przedłużona do Gerland
- 28 : Cordeliers – Brotteaux
- 31 : Pont-Mouton – Saint-Rambert-l'Île-Barbe
- 32 : Charité – Vitriolerie

### La Société du Tramway d'Écully
Wąskotorowa sieć tramwajowa (prześwit 1000 mm) kursująca na północny zachód, nabyta przez OTL w 1894.
- 19 : Pont-Mouton – Écully
- 20 : Pont-Mouton – Saint-Cyr-au-Mont-d’Or
- 21 : Pont-Mouton – Champagne-au-Mont-d’Or, wydłużona do Limonest
- 22 : Pont-Mouton – Saint-Didier-au-Mont-d’Or

### La Compagnie Lyonnaise des Tramways (CLT)
Wąskotorowa sieć tramwajowa (prześwit 1000 mm), nabyta przez OTL w 1906.
- 23 : Pont Lafayette – Cimetière de la Guillotière, wydłużona do Monplaisir-la-Plaine
- 24 : Pont Lafayette – Asile de Bron, wydłużona do Bron (Village)
- 25 : Cordeliers – Montchat, wydłużona do Genas
- 26 : Rue Casimier-Périer – Parc de la Tête d’Or
- 27 : Cordeliers – Vaulx-en-Velin

### La Compagnie du Fourvière Ouest Lyonnais (FOL)
Sieć tramwajowa nabyta przez OTL w 1910.
- 29 : Saint-Just – Sainte-Foy-lès-Lyon
- 30 : Saint-Just – Francheville

### La Compagnie du Tramway de Caluire (CTC)
Nabyta w 1914. Oryginalnie miała prześwit 1000 mm, została skonwertowana do normalnego  
prześwitu 1435 mm w 1925.
- 33 : Croix-Rousse – Caluire, przedłużona do Les Marronniers (Fontaines-sur-Saône).

### Tramway de l'Ouest du Dauphiné
Nabyta w 1909.
- 34 Cordeliers – Saint-Priest

Wielki kryzys spowodował, że sieć tramwajowa przestała przynosić zyski. W latach 30. XX wieku, tramwaje były zastępowane przez trolejbusy, a następnie autobusy. Plan modernizacji z lat 40. XX wieku, uwzględniający podziemne sekcje tramwaju, ostatecznie został porzucony. Ostatni miejski tramwaj (o numerze 4) został skasowany w 1956, a ostatni podmiejski tramwaj – Train bleu – w Neuville-sur-Saône, został skasowany w 1957.

## Dzisiejsza sieć (od 2001)

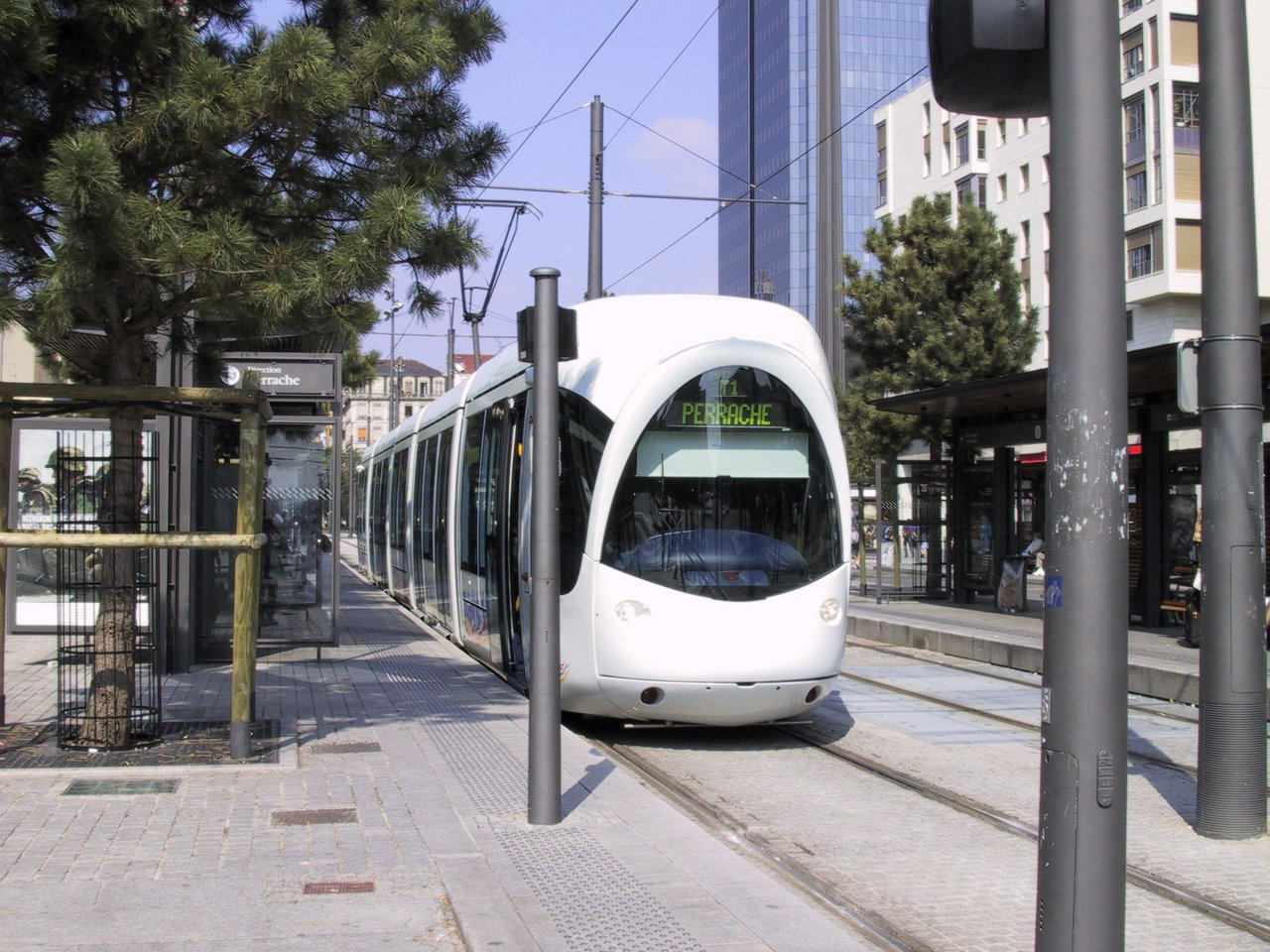
Tramwaj na linii T1

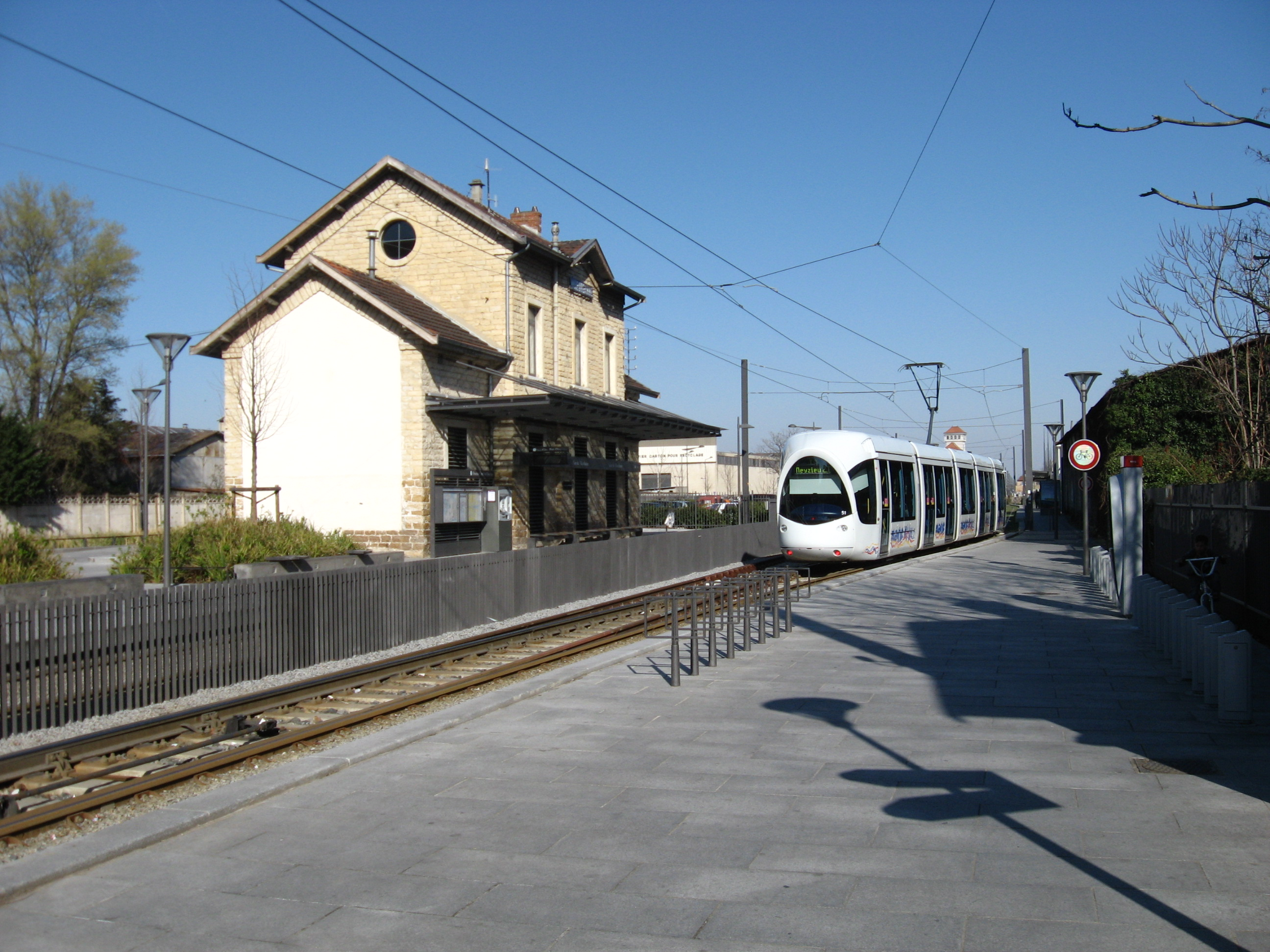
Tramwaj na linii T3

W 1996 postanowiono zbudować linie tramwajowe w dodatku do już istniejącej sieci metra. Pierwsze dwie linie zostały otworzone 2 stycznia 2001: T1 od Perrache do IUT-Feyssine przez Part-Dieu i Charpennes, oraz T2 od Perrache do Porte des Alpes przez Jean-Macé i Grange-Blanche. Linia T2 została przedłużona do Saint-Priest 27 października 2003, a linia T1 została przedłużona do Montrochet 15 września 2005. Linia T3 została otwarta 4 grudnia 2006 na trasie pomiędzy Part-Dieu Villette do Meyzieu. Linia T4 została otwarta 20 kwietnia 2009 na trasie Jet d'eau Mendès France – Clinique Feyzin. Linię Rhône Express otwarto w dniu 9 sierpnia 2010 na trasie Part-Dieu Villette do Aéroport Saint Exupéry.

### Wykaz linii
| Linia       | Przystanek początkowy     | Przystanek końcowy        | Długość [km] | Czas przejazdu [min] | Liczba przystanków | Częstotliwość szczytowa/międzyszczytowa/sobota/niedziela |
| ----------- | ------------------------- | ------------------------- | ------------ | -------------------- | ------------------ | -------------------------------------------------------- |
| T1          | Debourg                   | IUT – Feysinne            | 11,7         | 45                   | 27                 | 5/6-7/7-10/12                                            |
| T2          | Perrache                  | Saint-Priest – Bel-Air    | 14,9         | 45                   | 29                 | 4-5/7/7-10/11-15                                         |
| T3          | Gare Part-Dieu – Villette | Meyzieu – Les Panettes    | 14,6         | 25-26                | 10/11              | 7-8/15/9-15/8-15                                         |
| T4          | La Doua – Gaston Berger   | Hôpital Feyzin Vénissieux | 16           | 47                   | 30                 | 7-8/10/7-11/12                                           |
| T5          | Grange Blanche            | Parc du Chêne/Eurexpo     | 3,8          | 15-20                | 10/11              | 12/15/10-15/12-15                                        |
| Rhônexpress | Part-Dieu                 | Aéroport Saint Exupéry    | 22           | 30                   | 4                  | 15/15/15/15                                              |

## Zajezdnie i warsztaty
- Atelier de maintenance de Saint-Priest
- Atelier de Maintenance de Meyzieu UTTL
- Atelier Rhône Express